# Idaea lutearia
Idaea lutearia är en fjärilsart som beskrevs av Jones 1921. Idaea lutearia ingår i släktet Idaea och familjen mätare. Inga underarter finns listade i Catalogue of Life.